# Zentralfriedhof Wernigerode

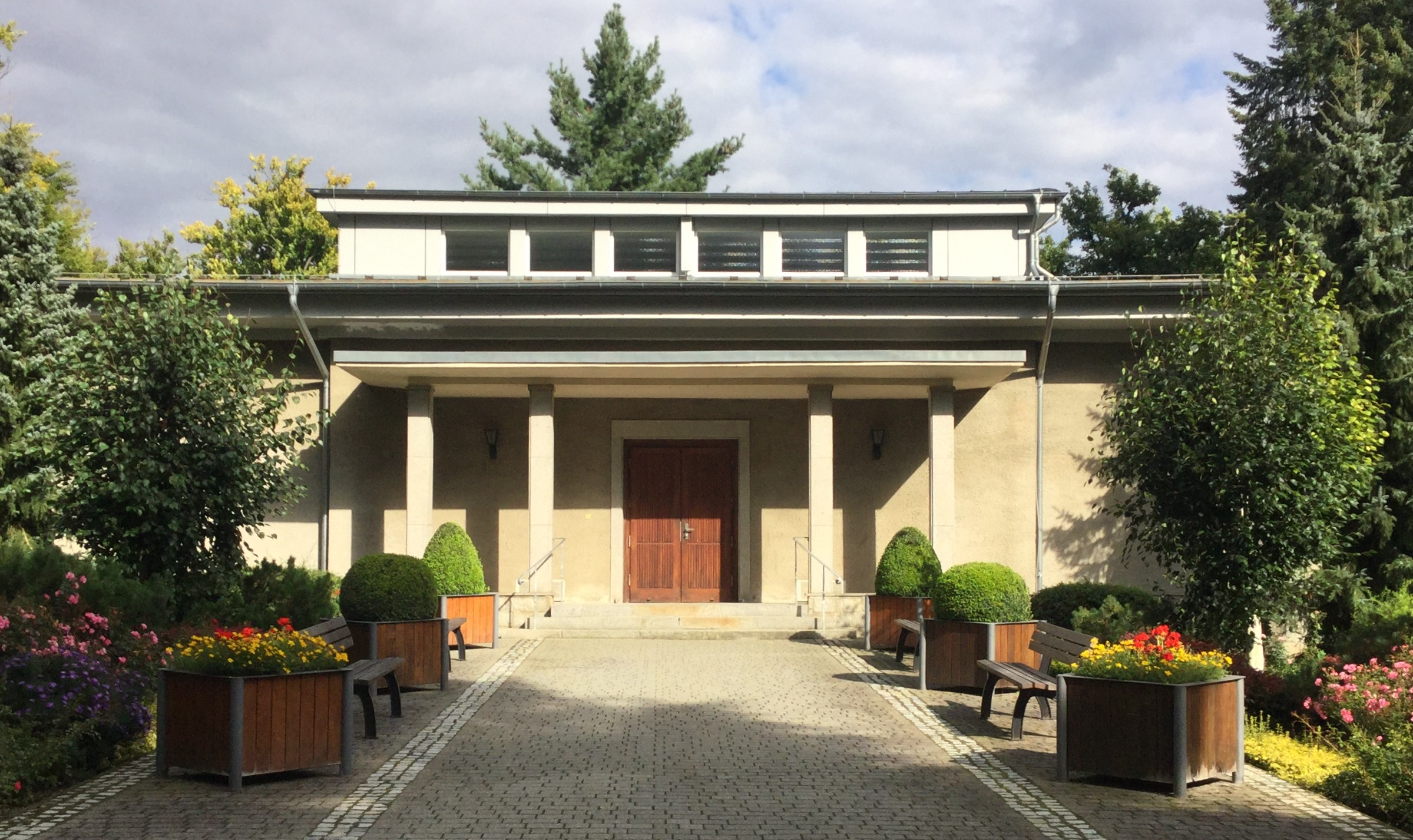
Trauerhalle des Zentralfriedhofs

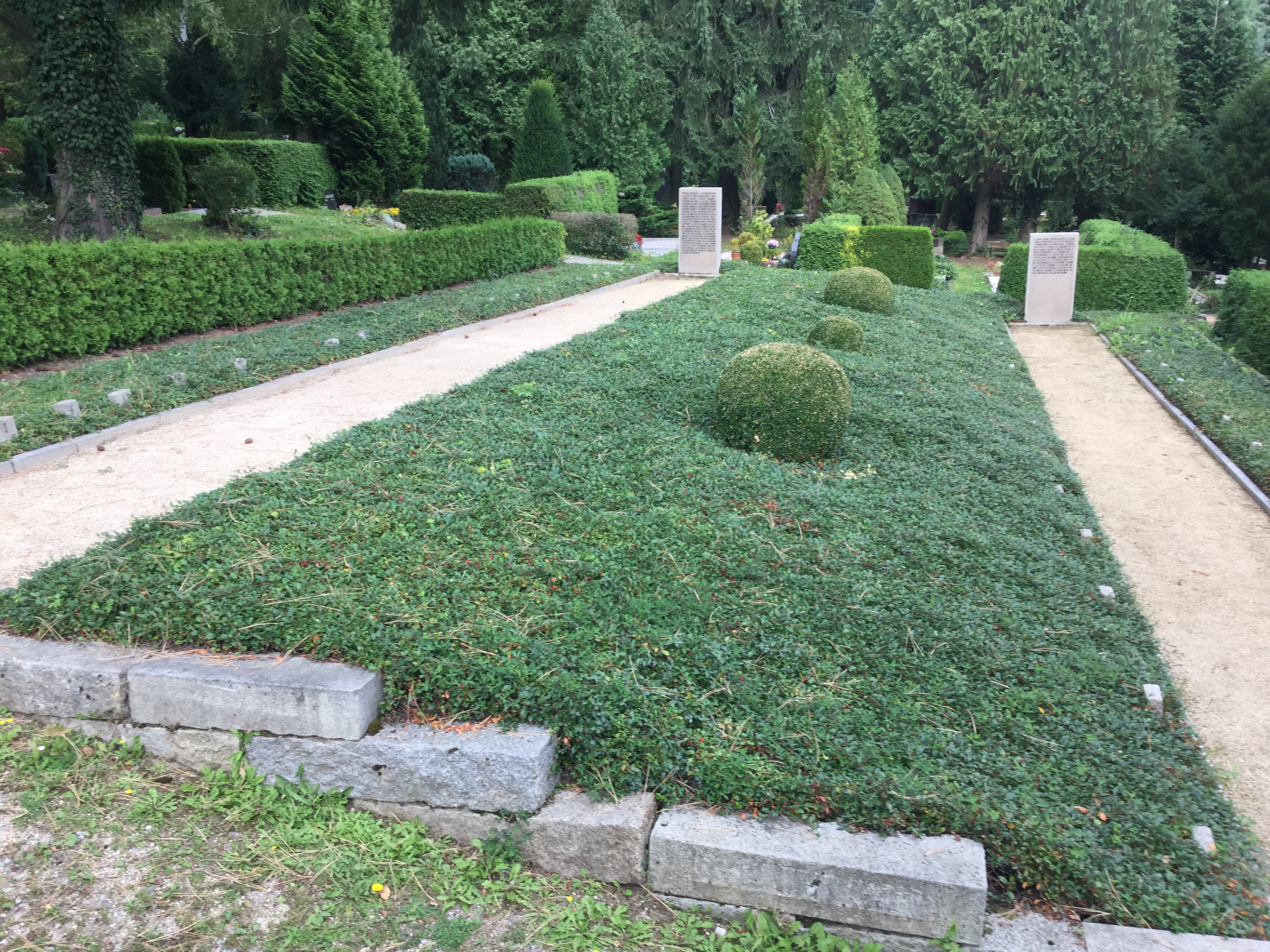
Gedenkstätte für Opfer des Zweiten Weltkriegs, darunter Bombenopfer

Der Zentralfriedhof Wernigerode ist ein denkmalgeschützter Friedhof in Wernigerode in Sachsen-Anhalt.
Er umfasst eine Fläche von 16 Hektar und etwa 8.000 Gräber. Neben Wahlgrabanlagen besteht auch die Möglichkeit der anonymen Urnenbestattung in einer Urnengemeinschaftsanlage. Die Friedhofsanlage befindet sich an der Adresse Am Eichberg 7 im Wernigeroder Stadtteil Hasserode.

## Gestaltung und Geschichte
Der Friedhof wurde im Jahr 1885 als Friedhof An der Molle angelegt. Später erfolgten Erweiterungen der Friedhofsanlage in südwestlicher Richtung zum Eichberg hin.
Der älteste Teil des Friedhofs ist durch eine Hauptallee und Querwege gegliedert. Neben vielen historischen und künstlerisch aufwendig gestalteten Gräbern befinden sich hier auch größere Reihengrab-Anlagen für Gefallene und Opfer des Ersten und Zweiten Weltkriegs. So wurden auf dem „Ehrenfriedhof vor der Weinenden Frau“ 50 zwischen 1914 und 1918 Verstorbene beigesetzt, die überwiegend aus Lazaretten der Stadt gestammt haben dürften. Auf dem „Ehrenfriedhof Mauerseite“ wurden 250 Personen beigesetzt, die zwischen 1941 und 1948 verstorben waren. Darunter befinden sich die Opfer eines Bombenangriffs auf Wernigerode vom 22. Februar 1944. Dazu kommen 60 Opfer (ausschließlich Männer) aus den Jahren 1941 bis 1948 auf dem „Ehrenfriedhof Soldateneiche“. Auf den Stelen der Ehrenfriedhöfe sind nur die Namen der Verstorbenen angegeben, ohne Geburts- und Sterbedaten.
Teile des Friedhofs bestehen aus steil zur Himmelpforte bzw. zum Hasseröder Tal abfallenden Hängen. Die dort befindlichen Gräber sind terrassenartig angeordnet. Mittig befindet sich eine Trauerhalle sowie die Friedhofsverwaltung. Die Bauten sind schlicht, in moderner Formensprache gestaltet. Im November 2004 wurde die von Karl-Heinz Ziomek gestiftete Skulptur Übergang in der Trauerhalle aufgestellt.
Im örtlichen Denkmalverzeichnis ist der Friedhof seit dem 13. Februar 2015 unter der Erfassungsnummer 094 50657 als Baudenkmal verzeichnet.

## Beisetzungen bekannter Persönlichkeiten
Der Landrat Erich von Stosch (1877–1946) und der Landtechniker Hans Holldack (1879–1950) wurden auf dem Zentralfriedhof beigesetzt.
Prof. Dr. Ambrose White Vernon (1870–1951) Pastor der Congregational Church, Professor für Biographie am Carlton College Minnesota und Dartmouth College N.H., Professor der Praktischen Theologie am Yale College. U.S.A